# Sollevamento pesi ai Giochi della XXXII Olimpiade - 61 kg maschile
Le gare di sollevamento pesi della categoria fino a 61 kg maschile dei giochi olimpici di Tokyo 2020 si sono svolte il 25 luglio 2021 presso il Tokyo International Forum.
Il vincitore è stato il cinese Li Fabin.

## Programma
L'orario indicato corrisponde a quello giapponese (UTC+09:00)
| Data           | Ora   | Evento            |
| -------------- | ----- | ----------------- |
| 25 luglio 2021 | 11:50 | Gruppo B          |
| 25 luglio 2021 | 15:50 | Gruppo A (finale) |

## Risultati
| Pos. | Atleta                 | Gruppo | Peso  | Strappo (kg) | Strappo (kg) | Strappo (kg) | Strappo (kg) | Slancio (kg) | Slancio (kg) | Slancio (kg) | Slancio (kg) | Totale |
| Pos. | Atleta                 | Gruppo | Peso  | 1            | 2            | 3            | Risultato    | 1            | 2            | 3            | Risultato    | Totale |
| ---- | ---------------------- | ------ | ----- | ------------ | ------------ | ------------ | ------------ | ------------ | ------------ | ------------ | ------------ | ------ |
|      | Li Fabin               | A      | 60,90 | 137          | 137          | 141          | 141          | 166          | 172          | 178          | 172          | 313    |
|      | Eko Yuli Irawan        | A      | 60,80 | 137          | 141          | 141          | 137          | 165          | 177          | 177          | 165          | 302    |
|      | Igor Son               | A      | 60,25 | 126          | 131          | 134          | 131          | 156          | 162          | 163          | 163          | 294    |
| 4    | Yōichi Itokazu         | A      | 60,85 | 130          | 130          | 133          | 133          | 158          | 159          | 162          | 159          | 292    |
| 5    | Seraj Al-Saleem        | A      | 60,90 | 124          | 127          | 129          | 129          | 159          | 166          | 166          | 159          | 288    |
| 6    | Davide Ruiu            | A      | 60,90 | 123          | 127          | 131          | 127          | 153          | 159          | 159          | 159          | 286    |
| 7    | Shota Mishvelidze      | A      | 60,95 | 130          | 134          | 135          | 130          | 155          | 163          | 165          | 155          | 285    |
| 8    | Luis García            | B      | 60,95 | 120          | 120          | 124          | 120          | 154          | 154          | 154          | 154          | 274    |
| 9    | Simon Brandhuber       | B      | 61,00 | 123          | 127          | 127          | 123          | 142          | 142          | 145          | 145          | 268    |
| 10   | Morea Baru             | B      | 61,00 | 113          | 118          | 118          | 118          | 147          | 153          | 153          | 147          | 265    |
| 11   | Eric Andriantsitohaina | B      |       | 105          | 110          | 114          | 114          | 140          | 150          | 154          | 150          | 264    |
| 12   | Marcos Rojas           | B      |       | 100          | 105          | 107          | 105          | 130          | 130          | 135          | 135          | 240    |
| –    | Thạch Kim Tuấn         | A      | 60,80 | 126          | 126          | 130          | 126          | 150          | 150          | 153          | –            | –      |
| –    | Kao Chan-hung          | A      | 60,70 | 125          | 128          | 130          | 125          | 147          | 147          | 147          | –            | –      |